# 杉島泰斗
杉島 泰斗（すぎしま たいと、1977年9月10日 - ）は、日本の実業家。プログラマ。

## 略歴
熊本県出身。熊本県立熊本高等学校、東京工業大学工学部卒業。
SCS Deloitte Technology（現：アビームコンサルティングに吸収合併）に入社。ITコンサルタントとして基幹系システムを取り扱う。
その後株式会社ネクスト（現：株式会社LIFULL）を経た後、株式会社クリスクでWebマーケティングのコンサルティングおよび自社運営メディアの担当部長を兼務。2011年に代表取締役に就任。
2021年1月にトレノケート株式会社 取締役に、7月にトレノケートホールディングス株式会社 代表取締役社長に就任。2024年3月に退任した。